# Alberto Martín Acosta
Alberto Martín Acosta Martínez, conosciuto come Beto Acosta (Montevideo, 13 gennaio 1977), è un allenatore di calcio ed ex calciatore uruguaiano, di ruolo attaccante.

## Carriera
Beto Acosta iniziò la carriera nel Defensor Sporting nel 1994.
Nel 1997 si trasferì al Platense e, l'anno seguente, passò al Cerrito dove vinse la Segunda División Uruguaya nel 2003. Nel 2005 firmò per il Peñarol, dove vinse la Copa Montevideo 2006.
All'inizio del 2007 Acosta venne messo sotto contratto dal Náutico, dove dopo alcuni gol nel Campionato Pernambucano si mise particolarmente in evidenza durante il Campeonato Brasileiro Série A, marcando 19 reti, diventando vice-capocannoniere del campionato dopo Josiel, del  Paraná, che ne segnò 20. Vinse quindi la Bola de Prata della rivista Placar e della CBF.
Fu acquistato dal Corinthians nel 2008, e con la squadra di San Paolo del Brasile, con il quale arrivò in finale in Copa do Brasil e vinse la Série B.

## Palmarès

### Club

#### Competizioni nazionali
- Segunda División Profesional de Uruguay: 1

Cerrito: 2003
- Copa Montevideo: 1

Peñarol: 2006
- Campionato brasiliano di seconda divisione: 1

Corinthians: 2008